# 1. FC Phönix Lübeck
El 1. FC Phönix Lübeck es un equipo de fútbol de Alemania que juega en la Regionalliga Nord, una de las ligas regionales que conforman la cuarta división de fútbol del país.

## Historia
Fue fundado el 13 de enero de 1903 en la ciudad de Lübeck en el estado de Schleswig-Holstein con el nombre LBV Phönix y tuvo su primera etapa exitosa al finalizar la Primera Guerra Mundial cuando entre 1927 y 1930 logró clasificar al campeonato de norte de Alemania, aunque solo en 1930 llegó a la primera ronda donde fue eliminado 2-5 por el Hamburger SV.
En los años de la Alemania nazi el club participó en la Gauliga Nordmark, una de las ligas regionales que conformaban la Gauliga, entre 1935 y 1938, año en el que descendió y el mismo año en el que participa por primera vez en la Copa de Alemania en la que fue eliminado por el Blau-Weiß 90 Berlin por 0-1.
Al finalizar la Segunda Guerra Mundial el club participó en la Landesliga Schleswig-Holstein en la que en los años consecuentes siempre finalizaba entre los primeros cinco lugares. En 1957 el club juega por primera vez en la Oberliga Nord, la entonces primera división de Alemania Federal.
El club jugó por tres temporadas en la primera división hasta que desciende en 1960 y con la creación de la Bundesliga en 1963 desciende a la tercera división. En 1967 el club juega por primera vez en la Regionalliga Nord y estuvo en la liga hasta que ésta fue desaparecida en 1974 para dar espacio a la 2. Bundesliga, la nueva segunda división nacional, aunque de todos modos hubiera descendido ese año al terminar en último lugar.
Posteriormente la sección de fútbol de LBV Phönix se separa y surge el 1. FC Phönix Lübeck y más tarde pasa a ser uno de los equipos fundadores de la Oberliga Nord, la nueva tercera división nacional, pero desciende en 1975. Un año después gana la copa regional y clasifica por segunda ocasión a la Copa de Alemania en la que es eliminado en la primera ronda 0-2 por el Eintracht Bad Kreuznach.
En la temporada de 1988/89 el club desciende de la primera división regional por primera vez desde la posguerra, pasando los años hasta que en 1994 clasifica a la recién creada Oberliga Hamburg/Schleswig-Holstein como uno de los equipos fundadores, liga de que sería descendido en 1997.
Tras pasar varios años en las divisiones aficionadas logra el ascenso a la Regionalliga Nord para la temporada 2020/21.

## Palmarés
- Schleswig-Holstein-Liga: 3

1966–67, 1977–78, 2019-20
- Kreisliga Lübeck: 2

2011–12, 2014–15
- Schleswig-Holstein Cup: 1

1975–76